# Anne Brandon, Nam tước phu nhân Grey xứ Powys
Anne Brandon, Nam tước phu nhân Grey xứ Powys (khoảng 1507 – tháng 1 năm 1558) là một nữ quý tộc người Anh và là con gái cả của Charles Brandon, Công tước thứ 1 xứ Suffolk với người vợ thứ hai là Anne Browne. Mẹ của Anne đã mất vào năm 1511. Năm 1514, cha của Anne đã đảm bảo cho Anne một vị trí tại triều đình của Margrete của Áo. Khi Anne ở nước ngoài, Công tước xứ Suffolk đã kết hôn với Mary Tudor, góa phụ của Louis XII của Pháp và là em gái út của Henry VIII của Anh.